# Jan Józef Krasiński
Jan Józef Ignacy Krasiński herbu Ślepowron (ur. 1675 w Ciechanowie, zm. 1764 w Krasnem) – kasztelan wiski.

## Życiorys
Pochodził z rodu pieczętującego się herbem Ślepowron. Ojciec jego, Felicjan Krasiński (1637–1713), był podkomorzym ciechanowskim. Matką jego była Zofia Garczyńska. Dwukrotnie żonaty. Pierwsza żona Teresa Elżbieta Sołtyk, córka cześnika bracławskiego urodziła 4 dzieci: Adama Stanisława (1714–1800) biskupa, Michała Hieronima (1712–1784), marszałka konfederacji barskiej oraz Annę, późniejszą żonę Benedykta Chościela-Popiela (1710–1796) i Katarzynę.
Druga żona Ewa Trojanowska została matką Ignacego (1739–1787), starostę siedmiochowskiego i wasylkowskiego.
Tenże Ignacy poślubił Mariannę córkę swego przyrodniego brata, Michała Hieronima.
Początkowo cześnik stężycki w latach 1731–1752. W latach 1762–1764 pełnił urząd kasztelana wiskiego. W swych dobrach majątkowych posiadał Opinogórę.